# Кацаго-Екс Поло (Венеција)
Кацаго-Екс Поло (итал. Cazzago-Ex Polo) је насеље у Италији у округу Венеција, региону Венето.
Према процени из 2011. у насељу је живело 4226 становника. Насеље се налази на надморској висини од 3 м.